# Amegilla mimadvena
Amegilla mimadvena là một loài Hymenoptera trong họ Apidae. Loài này được Cockerell mô tả khoa học năm 1916.
Loài này phân bố ở Zimbabwe.